# دانيال الفاضلي
دانيال الفاضلي ( مواليد 6 أبريل 1997) هو لاعب كرة قدم ليبي محترف يلعب كلاعب خط وسط في نادي هامبورغ في الدوري الألماني الدرجة الثانية، ومع منتخب ليبيا لكرة القدم.

## مسيرته المهنية
بدأ مسيرته الكروية في دوري الدرجة السابعة بألمانيا مع نادي روتسيم في عام 2016، وفي عام 2018 انتقل إلى نادي ريوتلنجن، ونجاحه هناك أكسبه فرصة الانتقال إلى نادي نوتنغن.
أمضى موسم 2021-2022 مع نادي آلن في الدوري الألماني الدرجة الرابعة، ثم انتقل إلي نادي ماغديبورغ في موسم 2022-2023.
ظهر لأول مرة مع منتخب ليبيا في مباراة ودية مع منتخب أوغندا في 21 سبتمبر 2022.